# Atlanta United 2
Atlanta United 2 ist ein Franchise der Profifußball-Liga MLS Next Pro aus Atlanta, Georgia. Das Franchise steht im Eigentum von AMB Sports & Entertainment, einer Tochtergesellschaft der AMB Group von Arthur Blank, und fungiert als Farmteam von Atlanta United aus der Major League Soccer.

## Geschichte
In den Spielzeiten 2016 und 2017 diente das USL-Franchise Charleston Battery als Farmteam von Atlanta United aus der Major League Soccer. Am 14. November 2017 erhielt die Atlanta-United-Eigentümergesellschaft von Arthur Blank den Zuschlag für ein eigenes Franchise in der USL, das ab der Saison 2018 an den Start ging. Anfang Januar 2018 wurde der Name Atlanta United 2 veröffentlicht.
Zur Saison 2023 wechselte das Franchise in die MLS Next Pro.

## Stadion

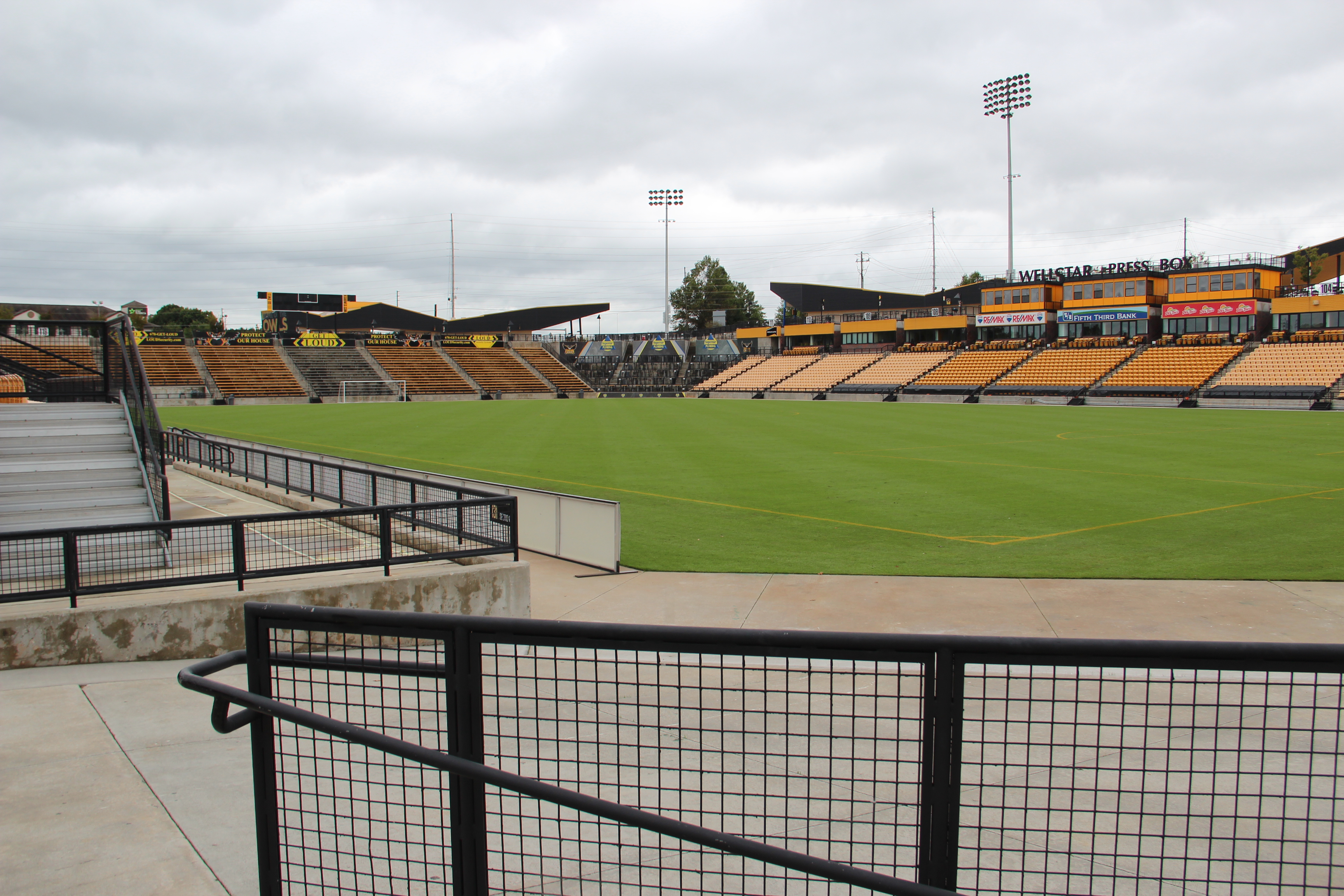
Das Fifth Third Bank Stadium in Kennesaw, Georgia (2015)

Das Franchise trug seine Heimspiele in der Saison 2018 im Coolray Field, dem Baseballstadion der Gwinnett Braves mit einer Kapazität von 10.427 Plätzen, in Lawrenceville, Georgia aus. Zur Saison 2019 zog das Team in das Fifth Third Bank Stadium der Kennesaw State University nach Kennesaw, Georgia.

## Trainerhistorie
- 2018:  Scott Donnelly[8]
- 2019–2020:  Stephen Glass[9]
- 2020–2021:  Tony Annan (interim)[10]
- seit 2021:  Jack Collison[11]

## Saisonbilanzen
| Saison | Liga (Stufe)              | Eastern Conference | Play-offs          |
| ------ | ------------------------- | ------------------ | ------------------ |
| 2018   | United Soccer League (II) | 14/16              | nicht qualifiziert |
| 2019   | USL Championship (II)     | 14/18              | nicht qualifiziert |
| 2020   | USL Championship (II)     | 15/17              | nicht qualifiziert |